# Джанкойська єпархія УПЦ (МП)
Джанкойська єпархія — єпархія УПЦ московського патріархату в Криму. Єпархіальне управління знаходиться в місті Джанкой.
7 червня 2022 року РПЦ незаконно включила єпархію у склад своєї Кримської митрополії.
До складу Джанкойської єпархії входить сім районів північної частини півострова: Джанкойський, Красногвардійський, Красноперекопський, Нижньогірський, Первомайський, Роздольненський, Совєтський.

## Історія
Джанкойська єпархія виділена зі складу Сімферопольської єпархії рішенням Священного Синоду УПЦ МП від 11 листопада 2008 року (журнал № 105). До складу нової єпархії увійшли 130 парафій.
20 листопада 2008 року в Києві була здійснена хіротонія архимандрита Нектарія (Фролова) у єпископа Джанкойського і Роздольненського.
26 грудня 2012 року київський журналіст і публіцист Артем Скоропадський виступив з відкритим листом до правлячого архієрея, запропонувавши перейменувати Совєтське, Красногвардійське і Первомайське благочиння. Серед інших, листа підписав прессекретар голови УПЦ МП митрополита Володимира (Сабодана) протоієрей Георгій Коваленко, однак назви благочинь залишилися без змін.

## Правлячі архієреї
- Нектарій (Фролов) (20 листопада 2008—9 липня 2009)
  - Іоанн (Сіопко) (9 липня 2009—14 лютого 2010) в/о, архієпископ Херсонський)
- Аліпій (Козолій) (14 лютого 2010-16 листопада 2021)
  - Нестор (Доненко) (16 листопада 2021-2 січня 2022) в/о, єпископ Ялтинський)
- Олексій (Овсянніков) (з 2 січня 2022)

## Благочинні округи
- Джанкойське
- Красногвардійське
- Красноперекопське (Свято-Вознесенський храм[ru])
- Нижньогірське
- Первомайське
- Роздольненське
- Совєтське